# Grèce aux Jeux olympiques d'hiver de 1980
La Grèce participe aux Jeux olympiques d'hiver de 1980 à Lake Placid aux États-Unis du 13 au 24 février 1980. Il s'agit de sa neuvième participation aux Jeux d'hiver.
La Grèce fait partie des dix-huit pays qui ne remportent pas de médaille au cours de ces Jeux olympiques.

## Ski alpin
| Athlète                | Épreuve      | Manche 1      | Manche 1 | Manche 2      | Manche 2 | Total         | Total |
| Athlète                | Épreuve      | Temps         | Rang     | Temps         | Rang     | Temps         | Rang  |
| ---------------------- | ------------ | ------------- | -------- | ------------- | -------- | ------------- | ----- |
| Lazaros Arkhontopoulos | Slalom       | DSQ           | -        | -             | -        | DSQ           | -     |
| Lazaros Arkhontopoulos | Slalom géant | 1 min 36 s 32 | 57e      | 1 min 39 s 91 | 48e      | 3 min 16 s 23 | 48e   |
| Lazarakis Kekhagias    | Slalom       | DNF           | -        | -             | -        | DNF           | -     |
| Lazarakis Kekhagias    | Slalom géant | 1 min 42 s 16 | 61e      | 1 min 41 s 24 | 49e      | 3 min 23 s 40 | 51e   |
| Giannis Stamatiou      | Slalom       | 1 min 10 s 86 | 39e      | 1 min 7 s 27  | 33e      | 2 min 18 s 13 | 33e   |
| Giannis Stamatiou      | Slalom géant | 1 min 41 s 80 | 60e      | 1 min 43 s 19 | 51e      | 3 min 24 s 99 | 52e   |